# فراماسونری و زنان

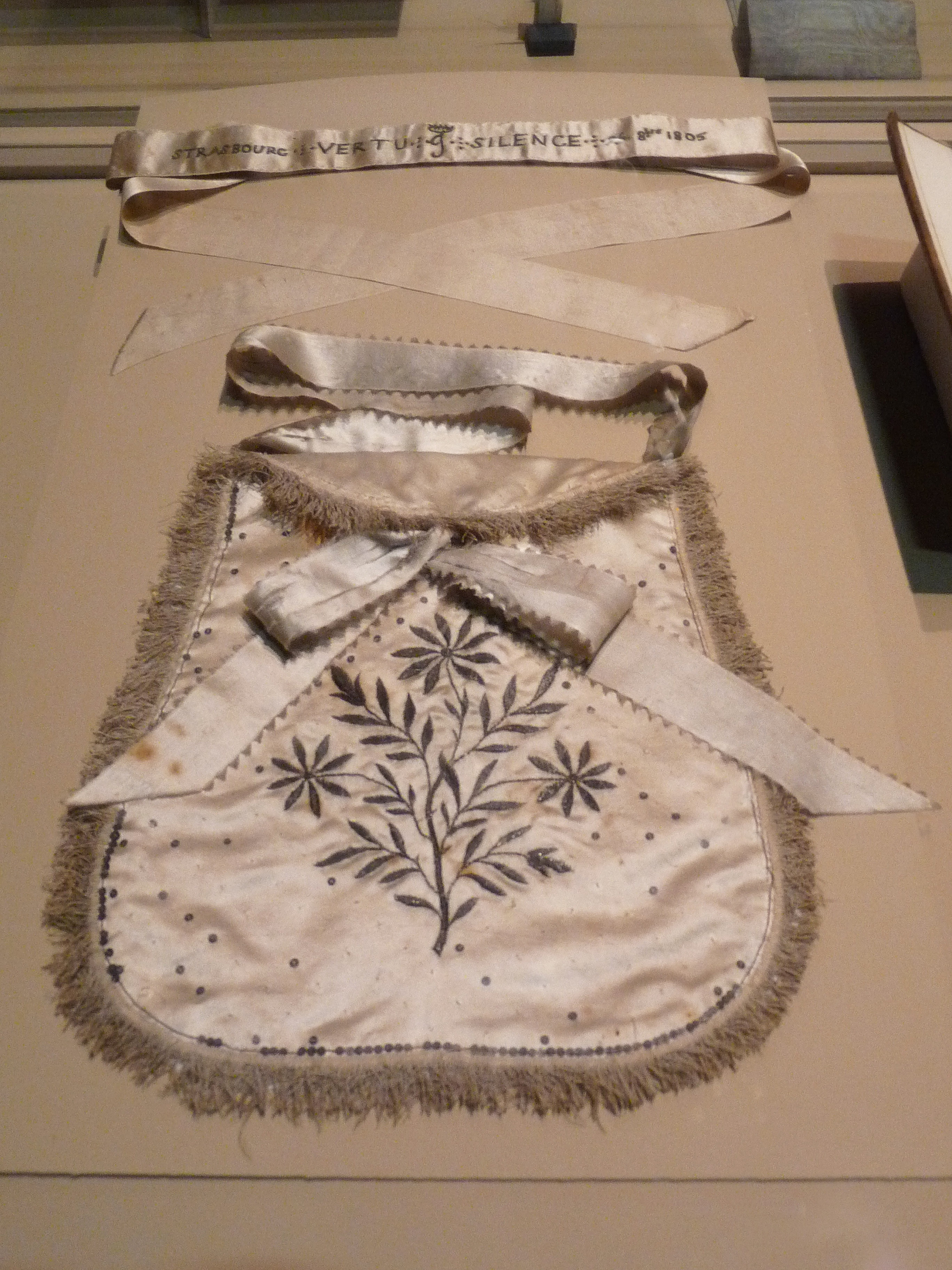
پیش‌بند و ارسی به ملکه ژوزفین برای پذیرش او در لژ فضیلت استراسبورگ در ۱۸۰۵ اهدا شد.

فراماسونری و زنان (به انگلیسی: Freemasonry and women) رابطه پیچیده‌ای با هم داشتند به طوری که به آسانی می‌توان آن را به چند مرحله تقسیم کرد در حالی که تا سده بیستم هیچ رابطه قابل اثباتی با یکدیگر نداشتند. گرچه چند زن پیش از سده هجدهم در فراماسونری مشغول بودند ولی با این حال، ظاهراً اولین قوانین منتشرشده لژ بزرگ متحد انگلستان زنان را برای همیشه از پیشه منع کرده بود.
«لژهای فرزندخواندگی» فرانسوی در نیمه دوم سده هجدهم در اروپای قاره‌ای گسترش یافت و ماسون‌ها و بستگان زن آنها را در یک نظام سلسله مراتبی موازی ولی بی‌ارتباط با آیین اصلی پذیرفت. در اوایل سده بیستم، «لژهای ویژه زنان» احیا شد و بعدها سلسله مراتب مردان را پذیرفتند و بدین ترتیب سبب ایجاد «فراماسونری زنان فرانسوی» در دهه ۱۹۵۰ شد.
لژهای بریتانیایی سده هجدهم و شاخه‌های آمریکایی آنها فقط مردانه باقی ماندند. در اواخر دهه ۱۸۰۰، مناسکی شبیه به فرزندخواندگی در ایالات متحده پدیدار شد و به سنگ‌تراش‌ها و بستگان زن آنها اجازه می‌داد تا با هم در مراسم شرکت کنند. با این حال، این ارگان‌ها برای تمایز بین تشریفات مختلط و «فراماسونری واقعی مردان» دقت و اهمیت بیشتری داشتند.
در دهه ۱۸۹۰، لژهای مختلط به پیروی از یک آیین ماسونی استاندارد در فرانسه ظاهر شدند و به سرعت به کشورهای دیگر سرایت کرد. بلافاصله پس از آن، حوزه‌های قضایی ویژه زنان ظاهر شدند. به عنوان یک قاعده کلی، پذیرش زنان در حال حاضر در حوزه‌های قضایی قاره (شرق بزرگ) به رسمیت شناخته شده‌است. در فراماسونری انگلیسی-آمریکایی، نه لژهای مختلط و نه ویژه زنان رسماً به رسمیت شناخته نمی‌شوند، اگرچه روابط غیررسمی می‌تواند صمیمانه باشد و گاهی محل فعالیت، مشترک است.

## زنان به عنوان مزون عملیاتی

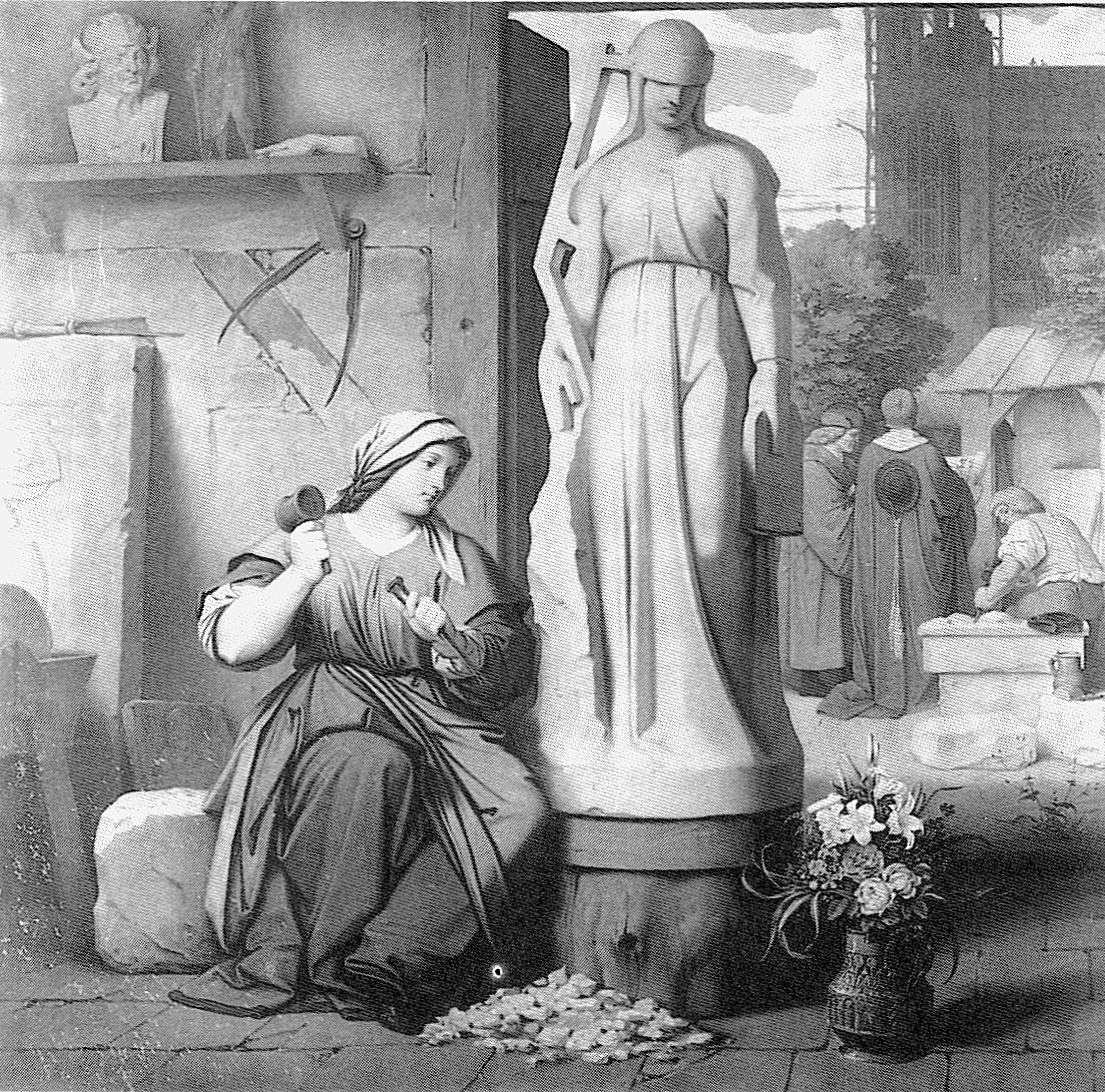
اسطوره ای سابینا فون اشتاینباخ

زنان در اروپای قرون وسطی و رنسانس بر اساس قانون تابع پدران خود و پس از ازدواج، تابع شوهران خود بودند. وضع زنان در مشاغل قرون وسطی تا حد زیادی به تفسیر محلی فم سول، اصطلاح قانونی برای زن مجرد وابسته بود. معمولاً بیوه یک تاجر پس از مرگ شوهرش اجازه داشت به تجارت ادامه دهد و اغلب در حقوق و امتیازات صنف یا شرکت تجاری خود مستقر می‌شد. به ندرت زنان مجرد در تجارت پدرشان به موفقیت دست می‌یابند. استثنائات عمدتاً در مشاغل مرتبط با مشاغل سنتی زنان مانند مزرعه‌فروشی و سوزن‌دوزی رخ می‌دهد.
در سال ۱۲۵۶ تقویم «کلوز رولز» در نوریچ، نام زنی به نام گونیلدا به عنوان مزون ذکر شده‌است. مشهور است که سابینا فون اشتاینباخ، دختر معمار، در اوایل سده چهاردهم در کلیسای جامع استراسبورگ کار می‌کرد، اگرچه اولین اشاره به کار او ۳۰۰ سال بعد است. در انگلستان، اشاراتی از مشارکت زنان در «دست‌نوشته‌های ریگیوس» (حدود ۱۳۹۰–۱۴۲۵)، و در سوابق انجمن در یورک مینستر در سال ۱۴۰۸ دیده می‌شود. زنان در نقش‌های اداری در شرکت میسون لندن به کار گرفته شده و به این ترتیب از مزایای عضویت برخوردار می‌شدند. همچنین، شارژ در «دستنوشته‌های فراماسونی یورک شماره ۴»، مورخ ۱۶۹۳ و به عنوان یک حکم توسط متأخر لژ بزرگ متحد انگلستان در یورک استفاده شد، حاوی عبارت او (مرد یا زن) است که قرار است مزون شود. در حالی که تعدادی از مورخان فراماسون این را به عنوان اشتباه چاپی تلقی کرده‌اند، آدولفوس فردریک الکساندر وودفورد پس از مطالعه و فهرست‌نویسی این اسناد، آنها را واقعی دانست.
در سده شانزدهم و هفدهم، وضعیت زنان در میان سنگ‌تراش‌های بریتانیا احتمالاً مشابه آن چیزی است که در صورتجلسه لژ در کلیسای سنت مری در ادینبورگ مدون شده‌است: یک بورگس می‌تواند برای «آزادی»، استخدام و آموزش مزون‌ها هزینه بپردازد. بیوه یک استاد سنگ‌تراش می‌تواند از مشتریان قدیمی‌اش حق‌الزحمه بپذیرد، مشروط بر اینکه یک کارمند لژ را برای نظارت بر کار دعوت کند.

## لژهای فرزندخواندگی

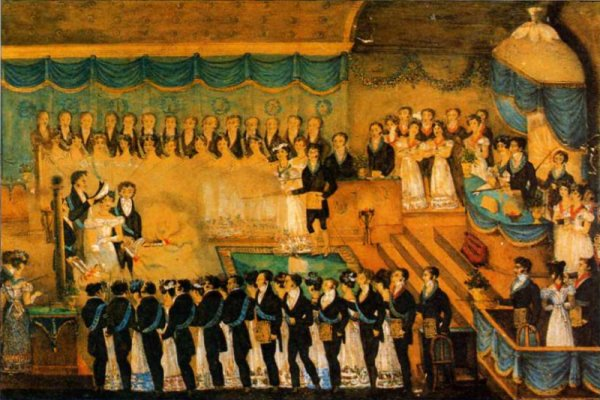
پذیرش بانوی جوان در لژ فرزندخواندگی

همان‌طور که فراماسونری لژ بزرگ انگلستان در فرانسه گسترش یافت، برادری فرانسوی در متن ممنوعیت زنان توسط اندرسون باقی ماند ولی دلیلی نمی‌دید که آنها را از ضیافت‌ها یا مراسم مذهبی خود منع کند. در طول دهه ۱۷۴۰، لژهای فرزندخواندگی ظاهر شد. همسران و اقوام زن مزون‌ها که به یک لژ معمولی (فقط مردانه) متصل می‌شوند، در یک نظام موازی درجات، با لحن اخلاقی مشابه با آیین معتبر لژ، پذیرفته می‌شوند. قدیمی‌ترین آنها موضوع دریایی داشت. در سال ۱۷۴۷، شوالیه بوشین دستور هیزم شکنان (دستور از شکارچیان) را با مراسمی که ظاهراً بر اساس نسخه اولیه کربناری بود، آغاز کرد. در سال ۱۷۷۴، لژهای فرزندخواندگی تحت صلاحیت گراند اوریان فرانسه قرار گرفتند و مقررات منتشر شده سیستم چهار درجه ای را نشان می‌دهد:
1. شاگرد یا شاگرد زن.
2. همراه، یا زن مسافر.
3. معشوقه یا معشوقه.
4. میسون کامل، یا ماسونی کامل.

درجات بیشتر آمد و رفت، با یک نظام ده درجه‌ای که در پایان قرن هجدهم تکامل یافت. این ایده به‌طور گسترده در اروپا گسترش یافت ولی هرگز در انگلستان ظاهر نشد. پس از یک خسوف کوتاه در طول حکومت وحشت در آغاز انقلاب فرانسه، لژهای فرزندخواندگی با ریاست ژوزفین بوهارنه در استراسبورگ در سال ۱۸۰۵ رونق گرفت.
در سال ۱۸۰۸، گراند اورینت تصمیم گرفت این لژها خلاف قانون اساسی هستند و تا زمانی که در سال ۱۹۰۱ توسط همان گراند اورینت دوباره فعال شدند، به حاشیه رانده شدند. در تجسم جدید آنها، این صندلی توسط یک زن گرفته شد، جایی که قبلاً فقط یک مرد می‌توانست «صندلی شاه سلیمان» را اشغال کند. جدایی نهایی در سال ۱۹۳۵ رخ داد و در سال ۱۹۵۹ آیین باستانی و پذیرفته شده اسکاتلندی را پذیرفتند و سنگ‌تراشی منظم را به عنوان لژ بزرگ زنان فرانسه پذیرفتند. فقط یک لژ، کیهان، به مناسک فرزندخواندگی پایبند است.

## زنان تراجنسیتی و فراماسونری
در سال ۲۰۱۸ دستورالعملی توسط لژ بزرگ متحد انگلستان در رابطه با زنان تراجنسیتی منتشر شد: فراماسونی که پس از عضویت، مرد بودنش از بین می‌رود، دیگر فراماسون نیست. همین دستورالعمل بیان می‌کند مردان تراجنسیتی مجاز هستند برای فراماسون شدن درخواست دهند.